# Collinsonia anisata
Collinsonia anisata là một loài thực vật có hoa trong họ Hoa môi. Loài này được Sims mô tả khoa học đầu tiên năm 1809.